# De furiën
De furiën is een stripverhaal uit de reeks van De Rode Ridder. Het is geschreven door Martin Lodewijk en getekend door Claus Scholz. De eerste albumuitgave was in 2010.

## Het verhaal
Johan en zijn vriend Lancelot zitten gezellig bij een kampvuur te praten over het verleden als plots een bende roofridders van Sir Rupert uit de struiken komt. Na een kort maar hevig gevecht wordt Johan gevangengenomen en is Lancelot in het ravijn gevallen op een struik. Nadat Johan gevangengenomen was en gemarteld werd door Rupert komt Galaxa die hem helpt. Maar op een bepaald ogenblik worden Galaxa's krachten afgenomen door Demoniah met behulp van een oud apparaat uit het hemelse rijk. Als Lancelot zich daarna bij Johan voegt kunnen ze ontsnappen. Ze spreken af om naar Merlijn te gaan. Ze willen weten of hij hen kan helpen. 
In de tussentijd onderzoekt Rupert het wapen dat hij gestolen heeft van Demoniah, totdat er drie vrouwen binnenkomen die bijna iedereen afslachten op Rupert en een paar van zijn mannen na. Zij kunnen ontsnappen door de geheime gangen van het kasteel. Wanneer Rupert zijn bestemming heeft bereikt en er al een tijd zit vertelt zijn trouwste man dat Demoniah de hele nacht in het kasteel was maar dan verdween. Demoniah ging naar de hut van Merlijn om Galaxa te vermoorden maar Merlijn kan haar verjagen. In de hut van Rupert besluit hij om terug naar het kasteel te gaan, maar gaat terug naar binnen omdat de 3 vrouwen de Furiën genaamd ze hebben gevonden. 
Wanneer de strijd in de hut losbarst, slaat Rupert op de vlucht maar hij raakt in gevecht met Johan. Wanneer de Furiën arriveren, raken Johan en Rupert in gevecht met hen. Rupert wordt al snel buitengevecht gesteld. Na een hevig gevecht wordt Johan overmeesterd. Galaxa komt hem redden, maar wordt zelf bijna vermoord door Demoniah. Dan richt Rupert het wapen op Demoniah terwijl Johan een zwaard door de lucht slingert waardoor het wapen barst en Galaxa haar krachten terugkrijgt. Ze verbant Rupert en Demoniah naar de onderwereld en laat de Furiën gaan, met de belofte dat ze hun leven zullen beteren.